# Осада Рюстенбурга
В ходе осады Рюстенбурга во время первой англо-бурской войны буры осадили и взяли оккупированный британцами город Рюстенбург в пределах контролируемой британцами части Трансвааля.
В ноябре 1880 года за несколько месяцев до осады большая часть британского гарнизона покинула город. Остался только батальон из 62 человек 21-го пехотного полка. В ходе роста напряжённости и понимая, что война неизбежна британские войска под командованием капитана Очинлека предприняли оборонительные приготовления — устроили несколько дополнительных стрелковых позиций, защищённых мешками с песком подняв их на парапеты, установили несколько небольших мин вокруг форта и разобрали несколько бараков.